# Ochthebius sculpturatus
Ochthebius sculpturatus är en skalbaggsart som beskrevs av Sahlberg 1900. Ochthebius sculpturatus ingår i släktet Ochthebius och familjen vattenbrynsbaggar. Inga underarter finns listade i Catalogue of Life.